# Nghĩa Sơn, Tư Nghĩa
Nghĩa Sơn là một xã thuộc huyện Tư Nghĩa, tỉnh Quảng Ngãi, Việt Nam.
Xã Nghĩa Sơn có diện tích 37,93 km², dân số năm 1999 là 834 người, mật độ dân số đạt 22 người/km².